# أولغا كوزنتسوفا (لاعبة رماية)
أولغا كوزنتسوفا (الروسية: Ольга Геннадьевна Кузнецова) هي لاعبة رماية روسية، ولدت في 17 نوفمبر 1968 في سامارا في روسيا.

## وصلات خارجية
- أولغا كوزنتسوفا على موقع الاتحاد الدولي (الإنجليزية)
- أولغا كوزنتسوفا على موقع أوليمبيديا (الإنجليزية)